# Santuario di Santa Maria della Sanità
Il santuario di Santa Maria della Sanità è una chiesa monumentale situata nella zona collinare di Castellammare di Stabia, nella frazione di Quisisana ed appartenente alla parrocchia della chiesa di Santo Spirito.

## Storia
Originariamente, nel luogo dove si trova l'attuale santuario, era presente una piccola chiesa dedicata a san Tommaso apostolo e santa Maria Maddalena, edificata intorno al XIV secolo e affiancata da un monastero delle suore di San Bartolomeo, spostato poi nel 1583, nel centro cittadino nei pressi dell'omonima chiesa, come stabilito durante il concilio di Trento. 
Ben presto la chiesetta cadde in rovina e nel 1657 tutto il materiale sacro ospitato al suo interno fu spostato nella cattedrale. 

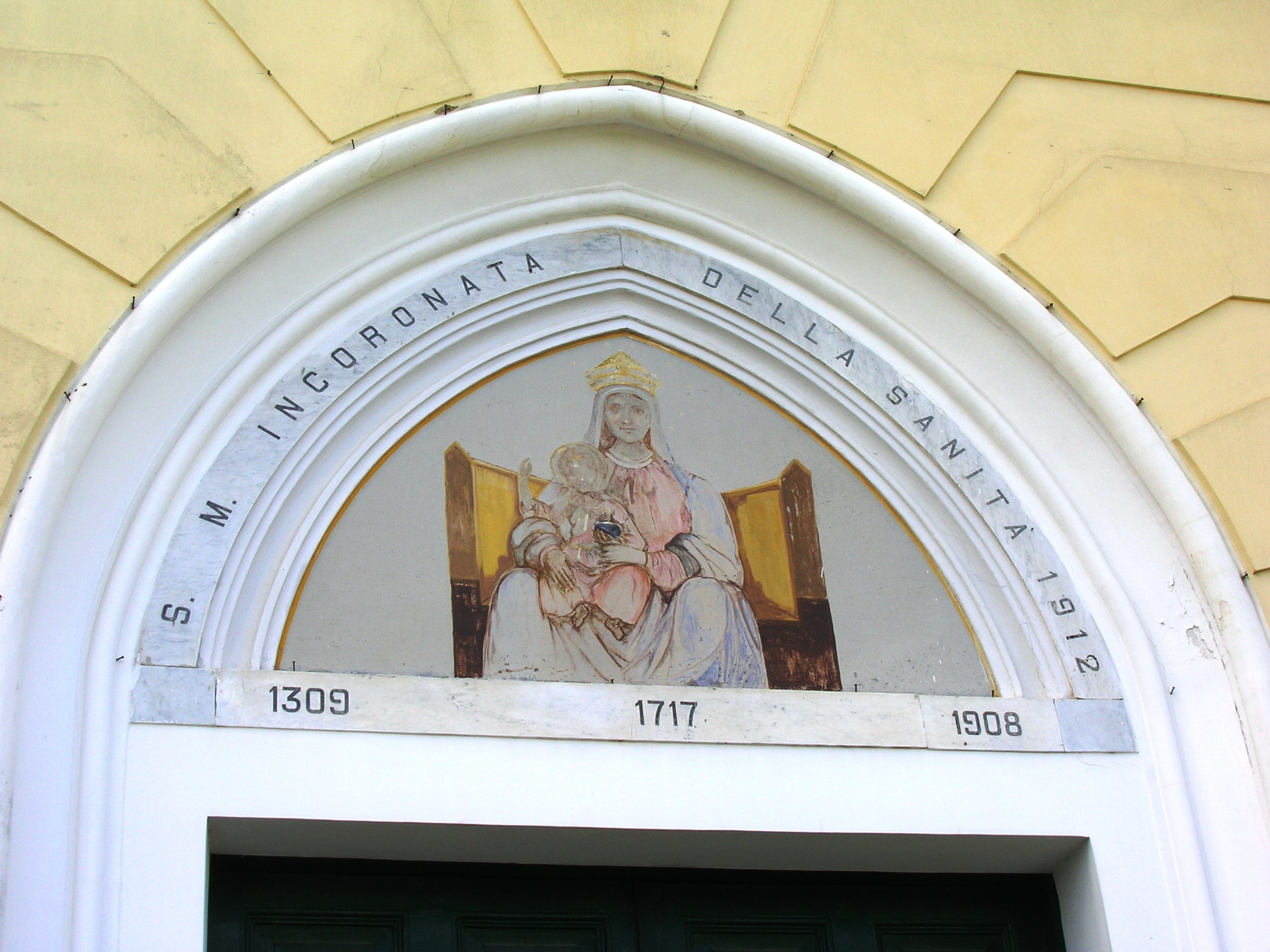
Affresco sul portale d'ingresso

Dall'aprile 1717, un muro interno della chiesa ormai in parte crollata e ricoperta da rovi, sul quale era affrescata un'immagine della Madonna, fu preso in cura da un'anziana povera signora, che pagava un bracciante agricolo affinché saltuariamente lo ripulisse delle erbacce: ogni giorno la donna pregava davanti l'immagine ed accendeva un lumicino per tenerla illuminata durante la notte. Poco tempo dopo l'anziana si ammalò gravemente ed i medici non lasciarono alcuna speranza di sopravvivenza: la stessa donna raccontò poi che la Madonna gli era apparsa in sogno:

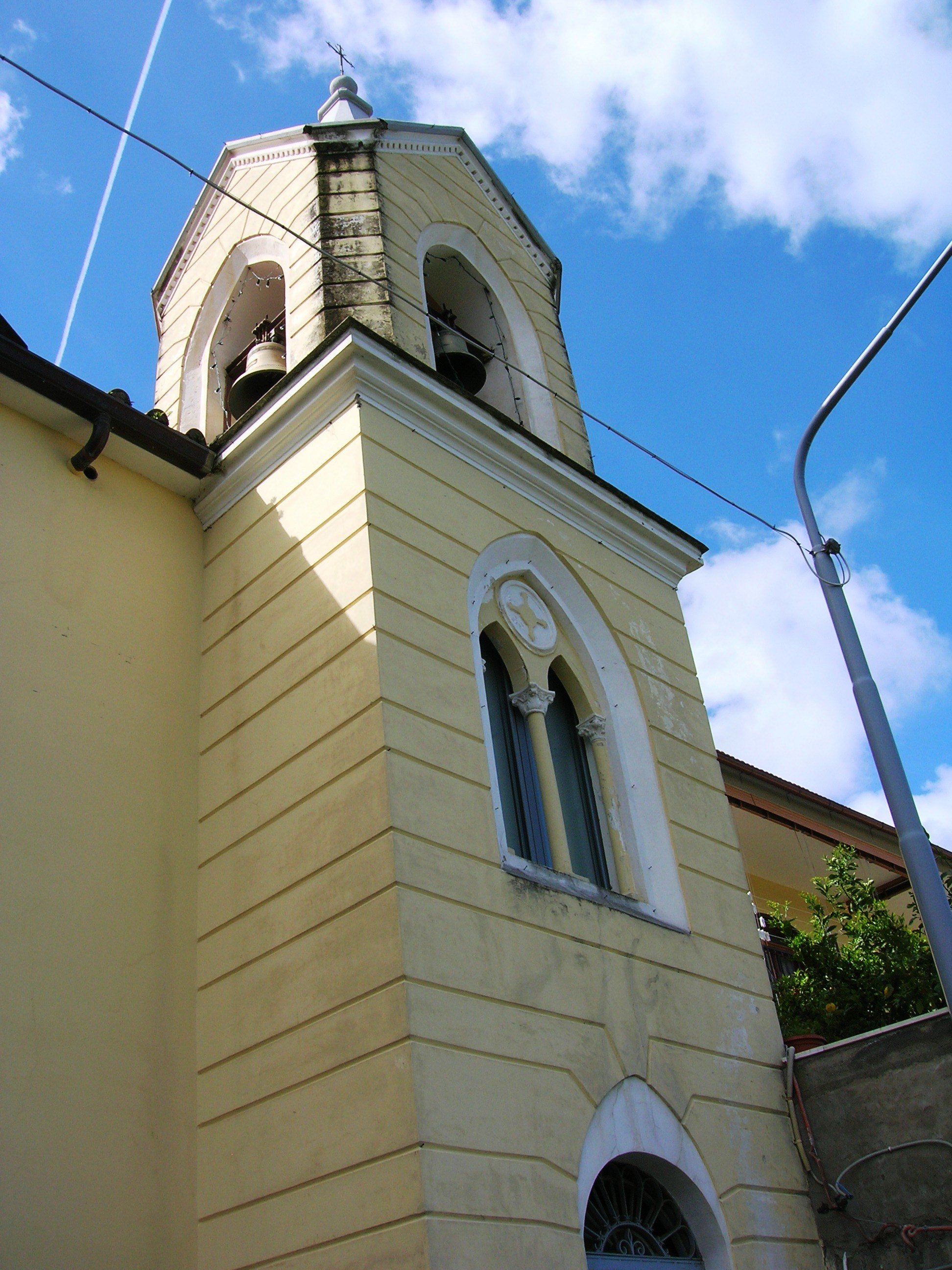
Il campanile

Alcuni giorni dopo la donna guarì miracolosamente e l'avvenuto prodigo si diffuse rapidamente nelle zone circostanti tanto che il luogo divenne meta di pellegrinaggi. Il vescovo dell'epoca, Biagio De Dura, appurato il miracolo, iniziò la raccolta di fondi per la costruzione di una nuova chiesa dedicata a santa Maria della Sanità. La prima pietra fu posata da monsignor Filippo Plagese il 10 maggio 1717 e solamente due mesi dopo, precisamente il 1º luglio, fu solennemente consacrata; il 9 gennaio 1722 venne eretta ad abbazia, mentre nel 1766 al rettore del santuario fu dato il titolo di abate. Il 20 maggio 1906 iniziarono i lavori di ampliamento voluti dall'abate Pasquale Cacace e diretti dall'architetto Catello Calvanico: i lavori riguardarono principalmente il rifacimento dello facciata esterna e del campanile; la chiesa fu nuovamente consacrata il 6 giugno 1908 da monsignor Michele Di Iorio. Il 13 febbraio 1911 il capitolo vaticano concesse l'incoronazione dell'affresco della Vergine: la cerimonia avvenne il 21 aprile dello stesso anno. La chiesa subì notevoli danni durante il terremoto dell'Irpinia del 1980 che la rese inagibile: furono così effettuate nuove opere di restauro che consentirono la riapertura del tempio solo il 2 maggio 1991 dal vescovo Felice Cece.

## Descrizione
L'entrata principale è posta lateralmente alla struttura: il portale d'ingresso è protetto da un cancello in ferro e sormontato da un affresco che riproduce quello della Madonna della Sanità; la facciata, che termina a timpano, è anche caratterizzata da una piccola finestra rotonda, simile ad un piccolo rosone. L'interno è a navata unica, con pavimento in maiolica e soffitto diviso in vari scomparti con opere dipinte a tempera da Pietro Russo, su disegno di Gaetano Cappa. Sull'altare maggiore un dipinto della risurrezione di Gesù, mentre la mensa è stata realizzata durante gli anni ottanta riutilizzando il materiale marmoreo di quella risalente al 1769; il tabernacolo è dono delle suore di San Bartolomeo. Sulla destra è l'altare con l'affresco di santa Maria della Sanità, con corona d'oro e zaffiri, opera dell'orafo napoletano Vincenzo Catello. Sulle pareti perimetrali interne sono collocate diverse opere pittoriche con scene religiose. Accanto all'ingresso principale, accorpato nella struttura, il piccolo campanile con sei campane.